# كوري كولمان
كوري كولمان (بالإنجليزية: Corey Coleman)‏ هو لاعب كرة قدم أمريكية أمريكي، ولد في 6 يوليو 1994 في دالاس في الولايات المتحدة.

## وصلات خارجية
- كوري كولمان على موقع مرجع كرة القدم المحترفة.كوم (الإنجليزية)
- كوري كولمان على موقع كلية كرة القدم في سبورتس رفرنس.كوم (الإنجليزية)